# Sierra El Pinacate
Sierra El Pinacate är en bergskedja i Mexiko.   Den ligger i delstaten Sonora, i den nordvästra delen av landet, 2 000 km nordväst om huvudstaden Mexico City.